# Jean-Baptiste Grosgeorge
Gioan Baotixita Grosgeorge M.E.P. (15 tháng 6 năm 1846 – 1 tháng 3 năm 1902) là một nhà truyền giáo và giám mục người Pháp. Ông là Đại diện Tông tòa thứ ba của Địa phận Cao Miên.

## Tiểu sử
Gioan Baotixita Grosgeorge theo học tại tiểu chủng viện Autrey và sau về học tại đại chủng viện Saint-Dié. Lúc ông về chủng viện của Hội Thừa sai Paris vào ngày 10 tháng 8 năm 1868 thì đang chịu chức phụ phó tế, đến ngày 28 tháng 10 năm 1869 thì chịu chức linh mục. Sau đó ông rời nước Pháp để đi sang Campuchia vào ngày 15 tháng 2 năm 1870, rồi học tiếng một thời gian ở giáo xứ Russei Keo, thành phố Phnom Penh. Đến năm 1871, ông về quản xứ Cái Quanh và năm 1872 thì quản xứ Cái Đôi.
Năm 1873, linh mục Grosgeorge được bổ nhiệm làm Bề trên Tiểu chủng viện Cù lao Giêng kiêm thầy giảng tại đây. Ông cũng có nhiều đóng góp cho hội dòng Chúa Quan phòng Portieux vì các nữ tu của hội dòng cũng xuất thân từ giáo xứ Saint Dié giống như ngài. Thấy rằng số lượng nữ tu lúc đó chưa thể đáp ứng được toàn diện các nhu cầu của sứ vụ, ông đã yêu cầu hội dòng mở một tập viện dành cho các nữ tu người An Nam. Ông cũng cho dựng một xưởng kéo sợi tơ để tạo công ăn việc làm cho những thiếu nữ mồ côi cũng như đã góp nhiều công sức để xây một số bệnh viện cho người bản địa.

## Đại diện Tông tòa Cao Miên
Vào năm 1896, linh mục Grosgeorge được bổ nhiệm làm Giám mục hiệu tòa Oëa cùng làm Đại diện Tông tòa Địa phận Cao Miên, kế tục Giám mục Cordier vừa mới mất vào năm 1895. Thánh lễ tấn phong Giám mục cho linh mục Grosgeorge được cử hành vào ngày 24 tháng 5 năm 1896 tại giáo xứ Đầu Nước (cũng gọi là Cù lao Giêng), do Giám mục Dépierre (cố Đề) chủ sự.
Không lâu sau khi được bổ nhiệm, Giám mục Grosgeorge đã có chuyến tông du vòng quanh Cao Miên, đến tận những giáo xứ nhỏ nhất để tìm hiểu nhu cầu của họ, cũng như trò chuyện với các nhà truyền đạo, các thầy cả người Khmer và bổn đạo trên khắp địa phận về những chủ đề thiết thực. Ông yêu cầu các nhà truyền giáo phải học tiếng Khmer, và chính ông đã biên tập một pho từ điển Khmer - Pháp mới để đẩy mạnh sự học tập ngôn ngữ này. Vì lúc ấy chưa có công nghệ in chữ sắt bằng tiếng Khmer nên ngài đã sai những nghệ nhân đúc các con chữ mới tại Nhà in Nazareth (Hồng Kông). Giám mục Grosgeorge lập thêm nhiều giáo xứ, phúc âm hóa các cộng đoàn Công giáo và cố gắng giới thiệu đạo Chúa Kitô cho người dân tộc thiểu số, cụ thể là người Kuy (tiếng Pháp: Kouys).
Tháng 6 năm 1899, trên đường thực hiện một chuyến thăm mục vụ, Giám mục Grosgeorge bị mắc bệnh viêm màng phổi. Tuy vậy ông vẫn gắng gượng để hoàn thành chuyến thăm rồi trở về Phnôm Pênh trong tình trạng suy kiệt. Cuối năm 1900, ông chuyển về sống tại tiểu chủng viện Cù lao Giêng và mất tại đây vào ngày 1 tháng 3 năm 1902. Linh cữu Giám mục Grosgeorge được an táng tại nhà nguyện của tiểu chủng viện Cù lao Giêng.
Ông từng soạn ở đất An Nam một cuốn sách giáo lý về lòng kiên trì.